# Jorge Lépez
Jorge Alberto Lépez (Longchamps, Buenos Aires, Argentina, 30 de septiembre de 1970) es un exfutbolista argentino que jugaba como defensor.

## Trayectoria

### Boca
Lépez debutó con la camiseta de Boca en 1990. Jugó en el club hasta 1991.

### Germinal
En 1992 pasó a Germinal. Su primera etapa en el club duró una temporada. En 1994 volvió al club de Rawson y jugó hasta 1997.

### Dock Sud
En 1993 volvió a Buenos Aires y se sumó a Dock Sud. En el docke disputó una temporada.

### Independiente Rivadavia
En 1998 pasó a Independiente Rivadavia. En 1999 se coronó campeón del Argentino A y obtuvo el ascenso a la B Nacional.

### San Martín de Monte Comán
En el 2001 se unió a San Martín de Monte Comán.

### Independiente Petrolero
Tuvo su primera experiencia en el exterior, cuando en el 2002 se mudó a Bolivia, para jugar en Independiente Petrolero.

### Atlético Tucumán
Volvió a Argentina en el año 2003 y se sumó a Atlético Tucumán. Estuvo en el decano durante un año.

### Policial
En el 2004 viajó a Catamarca y se unió a Policial. Jugó en el club catamarqueño hasta el año 2005.

### Independiente de La Rioja
A mediados de 2005 pasó a Independiente de La Rioja.

## Clubes
| Club                      | País      |
| ------------------------- | --------- |
| Boca                      | Argentina |
| Germinal                  | Argentina |
| Dock Sud                  | Argentina |
| Independiente Rivadavia   | Argentina |
| San Martín de Monte Comán | Argentina |
| Independiente Petrolero   | Argentina |
| Atlético Tucumán          | Argentina |
| Policial                  | Argentina |
| Independiente de La Rioja | Argentina |

## Palmarés
| Título      | Equipo                  | País      | Año     |
| ----------- | ----------------------- | --------- | ------- |
| Argentino A | Independiente Rivadavia | Argentina | 1998/99 |